# ジェイン・オースティンの読書会
『ジェイン・オースティンの読書会』（The Jane Austen Book Club）は、カレン・ジョイ・ファウラーの小説。2004年に発刊した。
アメリカで映画化され2007年に公開、日本では2008年4月12日にソニー・ピクチャーズ エンタテインメント配給で公開された。主要なキャラクターであるジョスリンとグリッグは、原作ではそれぞれ50代・40代であるが、映画では40代・30代の役者が演じている。それに応じて、他のキャラクターの年齢も改変が加えられている。また、原作では各登場人物の過去についての回想場面が多数挿入されているが、映画では省略されている。

## あらすじ
さまざまな年齢・境遇の友人の女性たち5人は、ジェイン・オースティンの6冊の長編の読書会 (book discussion club) を企画する。そこに、SFオタクの男性も加わり……。
毎月オースティンを読んで議論しながら、彼女・彼らの人生にも様々な変化が訪れる。

## 登場人物（括弧内は主担当する小説）
ジョスリン（『エマ』）
大型犬リッジバックのブリーダーで、独身主義者。シルヴィアとは幼なじみの親友で、シルヴィアに夫を紹介した。
（原作での設定）50代前半。
（映画での設定）40歳の俳優が演じている。
プルーディー（原作では『マンスフィールド・パーク』、映画では『説得』）
フランス語教師。父親は不明で母一人に育てられた。既婚者だが夫とは趣味があわない。
（原作での設定）27歳。
（映画での設定）24歳の俳優が演じている。母親はマリファナ常習のヒッピー。
シルヴィア（原作では『説得』、映画では『マンスフィールド・パーク』）
司書。3人の子供を持つ母親。夫ダニエルに別離宣言を言われてしまう。
（原作での設定）50代前半。
（映画での設定）43歳の俳優が演じている。
バーナデット（『高慢と偏見』）
10代で初婚。その後、何度もの結婚歴を持つが現在は独身。夫の一人はフレッド・アステア映画のプロデューサーだった。読書会の母親的存在。
（原作での設定）67歳、現在は自分の服装に無頓着な人物。10代の頃はガールズ歌手グループの一員だった。
（映画での設定）57歳の俳優が演じている。
アレグラ（『分別と多感』）
シルヴィアの娘。同性愛者。手作りアクセサリーの販売をしている。エクストリームスポーツを密かに愛好。
（原作での設定）30歳。
（映画での設定）24歳の俳優が演じている。
グリッグ（『ノーサンガー・アビー』）
ジョスリンが誘った、読書会唯一の男性。姉が3人いる。熱狂的なSFファン。
（原作での設定）40代前半。かつてはITサポートをしていたが、ITバブルがはじけて、派遣社員として大学で働いている。
（映画での設定）32歳の俳優が演じている。大学のITサポートをしている。買ったばかりの一軒家で一人暮らしをしている。自動車を使わず、自転車で移動している。

## 日本語訳
- 矢倉尚子訳『ジェイン・オースティンの読書会』（白水社、2006年2月）
- 中野康司訳『ジェイン・オースティンの読書会』（ちくま文庫、2013年11月）

## 映画

### キャスト
- バーナデット - キャシー・ベイカー（日本語吹き替え：藤田淑子）
- ジョスリン - マリア・ベロ（高島雅羅）
- プルーディー - エミリー・ブラント（高橋理恵子）
- シルヴィア - エイミー・ブレネマン（寺内よりえ）
- グリッグ - ヒュー・ダンシー（小森創介）
- アレグラ - マギー・グレイス（甲斐田裕子）
- トレイ - ケヴィン・ゼガーズ（大原崇）： プルーディーを誘惑するハンサムな生徒。18歳。
- ダニエル - ジミー・スミッツ： シルヴィアの夫。アレグラの父親。
- ママ・スカイ - リン・レッドグレイヴ： プルーディーの母親。奔放で身勝手。
- ディーン - マーク・ブルカス： プルーディーの夫。
- サマンサ・イェップ - グウェンドリン・ヨー： 医師。アレグラが怪我で入院したことをきっかけに恋人に。

### スタッフ
- 監督/脚本：ロビン・スウィコード
- 製作：ジョン・コーリー、ジュリー・リン、ダイアナ・ナッパー
- 製作総指揮：マーシャル・ローズ
- 撮影：ジョン・トゥーン
- プロダクションデザイン：ラスティ・スミス
- 衣装デザイン：ジョネッタ・ブーン
- 編集：メリアン・ブランドン
- 音楽：アーロン・ジグマン
- 音楽監修：バークリー・K・グリグズ
- 上映時間：105分

### 評価
レビュー・アグリゲーターのRotten Tomatoesでは116件のレビューで支持率は66%、平均点は6.10/10となった。Metacriticで28件のレビューを基に加重平均値が61/100となった。